# Coln St. Aldwyns
Coln St. Aldwyns é uma paróquia e aldeia do distrito de Cotswold, no condado de Gloucestershire, na Inglaterra. De acordo com o Censo de 2011, tinha 271 habitantes. Tem uma área de 13,87km².